# Colier pentru iubita mea
Colier pentru iubita mea (în georgiană სამკაული ჩემი სატრფოსათვის, transliterat: Samkauli satrposatvis, în rusă Ожерелье для моей любимой, transliterat: Ojerele dlia moei liubimoi) este un film sovietic din 1971, regizat de Tenghiz Abuladze. Scenariul filmului este inspirat din povestirea „Colier pentru iubita mea Serminaz” (1965) a scriitorului darghin Ahmedhan Abu Bakr.

## Distribuție
- Ramaz Giorgobiani — Bahadur Magomedov[1]
- Nani Bregvadze — Aișa, mama lui Bahadur[1]
- Erosi Mandjgaladze — Duldurum, unchiul lui Bahadur[1]
- Gheorghi Gherecikori — Jandar, tatăl lui Serminaz[1]
- Ramaz Cihikvadze — escrocul Daudi, care pretinde a fi vânzător de ceapă, constructor și pictor[1]
- Eteri Abzianidze — Saltanat, artizana de obiecte ceramice din satul Balhar[1]
- Leonid Enghibarov — acrobatul Sugur[1]
- Kahi Kavsadze — Zaur, un soț gelos, căruia constructorul Daudi i-a zidit rău peretele casei[1]
- Otar Megvinetuhuțesi — căutătorul lui Mahomed[1]
- David Kobulov — bătrânul înțelept Hasbulat[1]
- Natașa Kvlividze — Serminaz, fiica lui Jandar, iubita lui Bahadur[1]
- Temur Cihikvadze — Aziz, pretendentul fără succes al lui Serminaz[1]
- Bessarion Hidașeli — Muhtar, pretendentul fără succes al lui Serminaz[1]
- Leomer Gugușvili — milițianul anchetator[1]
- Irakli Nijaradze — bătrânul mut[1]
- Irina Șestua — acrobata Ciata, soția lui Sugur[1]
- Gheorghi Palavandișvili (nemenționat)[1]
- Iia Hobua (nemenționată)[1]

## Lansare
A fost lansat în anul 1972 și a avut parte de succes comercial, fiind vizionat de 9,6 milioane de spectatori în cinematografele din Uniunea Sovietică.

## Aprecieri critice
Enciclopedia cinematografică germană Lexikon des internationalen Films descrie astfel acest film: „Întâlnirile și aventurile unui tânăr georgian care caută un cadou pentru iubita sa. Poveste agreabilă situată între romantism și realitate, povestită în imagini frumoase. O comedie georgiană plină de poezie, atrăgătoare, distractivă și informativă.”.